# Kosmos 954
Kosmos 954 war ein sowjetischer Meeresbeobachtungssatellit mit einem Kernreaktor als Energiequelle. Kosmos 954 gehörte zur Klasse der RORSAT-Satelliten, welche mittels aktiven Radars militärische wie kommerzielle Schiffe beobachteten.

## Störfall
Am Ende seiner Lebenszeit sollte der am stärksten radioaktiv kontaminierte Reaktorkern vom Satelliten getrennt und in eine höhere, sichere Umlaufbahn beschleunigt werden. Wegen eines technischen Störfalls versagte dieser Mechanismus und der komplette Satellit trat am 24. Januar 1978 in die Erdatmosphäre ein. Die Überreste des Satelliten stürzten auf einen rund 1000 Kilometer langen Streifen zwischen dem Great Slave Lake 61° 41′ 6″ N, 113° 53′ 20″ W und dem Baker Lake (Northwest Territories, Kanada) 64° 9′ 0″ N, 95° 30′ 0″ W ab.

## Suchaktion

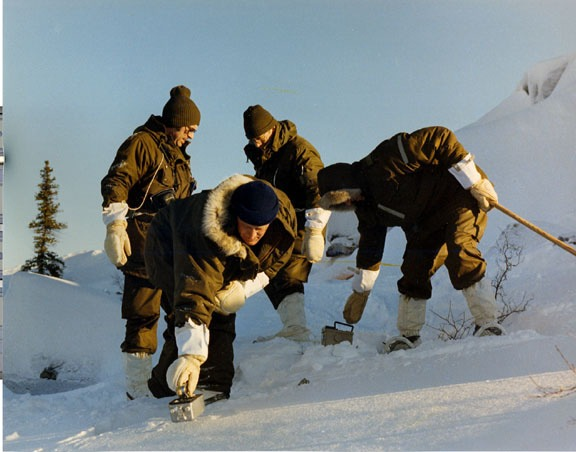
„Operation Morning Light“: Die Teammitglieder, die in spezielle arktische Kleidung gekleidet sind, beginnen den mühsamen Prozess der Suche in dem Gebiet mit tragbaren Strahlungsdetektoren

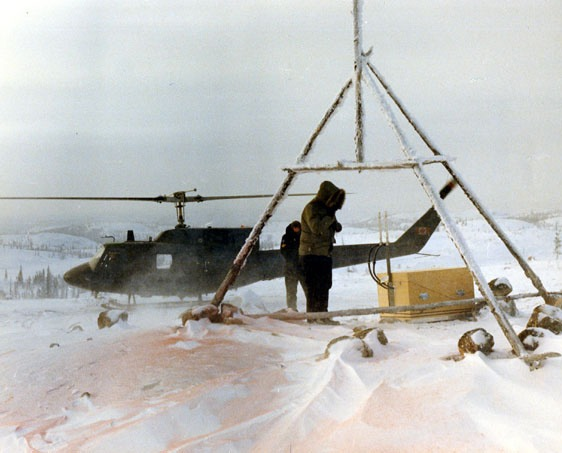
Eine Mikrowellen-Entfernungs-Transpondereinheit wird unter einer Landmarke platziert. Die Reichweitenbeschränkung der Geräte erforderte dauernde Ortsveränderung im Verlauf der Suchaktion

Die gemeinsame Suchaktion der USA und Kanadas namens „Operation Morning Light“, an der unter anderem das Nuclear Emergency Support Team beteiligt war, versuchte, zu Fuß und aus der Luft möglichst viel Material zu bergen, bevor im Frühling die Eisdecke schmelzen und die weitere Arbeit mühsam würde. Um möglichst viel radioaktives Material zu bergen, wurden insgesamt 124.000 km² Gelände abgesucht. Letzten Endes barg man zwölf größere Trümmerteile, deren Aktivität vermutlich etwa ein hundertstel der Gesamtaktivität des Satelliten betrug.
Für die Suche und für eventuelle weitere Einsätze stellte Kanada der Sowjetunion eine Rechnung in der Höhe von 6.041.174,70 kanadischen Dollar; die UdSSR bezahlte schließlich Schadensersatz nach dem Weltraumhaftungsübereinkommen in Höhe von drei Millionen kanadischen Dollar.
Die freigesetzte Aktivität radioaktiver Stoffe waren 181 Tera-Becquerel (TBq) aus 131I, 3 TBq 90Sr, 3 TBq 137Cs und geringere Mengen aus Plutonium.